# Старое Фейзуллово
Старое Фейзуллово — село в Кошкинском районе Самарской области. Входит в состав сельского поселения Степная Шентала.

## География
Село расположено на левом берегу реки Кармала примерно в 17 км к северо-западу от села Кошки и в 120—125 км к северу от центра Самары. Поблизости находятся населённые пункты Степная Шентала, Старое Юреево, Новая Кармала. Через село проходит местная автодорога Кошки — Чулпаново — Нурлат.

## История
Село основано татарскими переселенцами на территории бывшей Ст.-Шенталинской волости.
На 1910 г. — 240 дворов, 1471 чел., все татары, бывшие госуд. 1260 дес. надельной земли, 2 мечети, 2 школы, 2 ветряные мельницы.
Из села Старое Фейзуллово в своё время переселилось несколько татарских семей на реку Кондурчу, где образовали деревню-выселки Новое Фейзуллово с сохранением волостной принадлежности к Ст. Шентале.
Центр с/совета в 1930-50-е гг..
На 2000 г. — 150 дворов, 372 чел., неполная средняя школа, мечеть (с 1824 года).

## Сельское хозяйство
Колхоз «Рабочий» с центром в с. Ст. Фезуллово.
С 1954 г на основе слияния (укрупнения) к-з «Власть труда» (Городок), к-за «Алга-Азат» (Азатовка) и «Степной» (Ст Шентала) в составе к-за им. Хрущева. Позже переименован в к-з «Шенталинский».
С 1989 г.- вновь отдельное хозяйство под на-званием ПК «Рабочий».
На 2000 г. — 1776 га с/х угодий, в том числе 1404 га пашни, 20 тракторов, 7 комбай-нов, 12 автомобилей. Уборочные площади зерновых — 801 га, урожайность 15,2 ц/га. Поголовье КРС −301 гол., в том числе 150 коров. Валовой надой — 305 тонн (1968 кг на 1 корову). Среднесут. привес КРС — 321 г, получено телят на 100 коров — 64, падеж КРС — 20 голов.